# 黒崎みか
黒崎 みか（くろさき みか、1997年6月27日 -）は、日本のAV女優。カプセルエージェンシー所属。

## 略歴
2018年11月、アイデアポケット専属女優としてAVデビュー。
2019年1月をもって専属を離れ、企画単体女優となる。

## 人物
神奈川県出身。趣味はお菓子作り、特技はバレーボール。
高校に入るまでは、エッチなことに全く興味がなかった。初体験は高校生の頃に初めてできた彼氏と。一度目は、全裸でいちゃいちゃしているときに妹が部屋に入ってきて未遂に終わる。
AVデビューするまでフェラもしたことがなく、体位は正常位のみ。コンドームもしたことが無かったので、デビューしてからは、はじめてのことばかりだった。
AV女優になったきっかけは、世間知らずな性環境であったが、恵比寿★マスカッツの白石茉莉奈に憧れて同じ世界で活動したいから。
美脚に定評があり、「踏んでほしい」「蹴ってほしい」とファンから多数のリクエストを受ける。

## 出演作品

### アダルトDVD
- 脱いでもスッゴイ! 水着コンテスト優勝 現役女子大生 AVデビュー!!（11月13日、アイデアポケット）
- 超イキまくり♡ 汗・唾液まみれ 4SEX（12月13日、アイデアポケット）

- マチで脱いじゃう5秒前♡（1月13日、アイデアポケット）
- 裸よりも、恥ずかしすぎるハミ出し水着で水着コンテストに出場させられ視姦レ×プ（3月1日、MOODYZ）
- 夫の上司に犯され続けて7日目、私は理性を失った…。（3月7日、マドンナ）
- 絶対領域 お姉ちゃんに何度も中出しで痴女られる!（3月7日、PREMIUM）
- 超高級中出し専門ソープ（3月13日、MOODYZ）
- 絶対にナマで連射させてくれる連続中出しソープ（3月25日、本中）
- ドキッ♡ 現役JDしかも巨乳!家庭教師に誘惑中出しされちゃったボク（4月1日、MOODYZ）
- 童貞好きのスケベなお姉さんにささやき騎乗位で何度も焦らされ中出ししちゃうボク（4月6日、DOC）※オムニバス作品
- 2019年度ソフト・オン・デマンド全裸入社式 女子社員19名の初脱ぎ・初SEX 初めて尽くしの超羞恥スペシャル!!（4月11日、SODクリエイト）
- 彼女交換 ～同級生カップル中出しイカセ合い学園性活～（5月1日、MOODYZ）共演:深田えいみ
- 2019年度入社のSOD新人女子社員19名がAV制作の裏側を体験 19発の精液を搾り取る超羞恥研修（5月9日、SODクリエイト）
- 街角シロウトナンパ! vol.49 女子大生をガチ口説き。 5（5月10日、プレステージ）※オムニバス作品
- 「チ○ポ弄りたい!バリ硬でイカせて!」お嬢さま女子大生は責め好きの小悪魔系!透きとおる美白肌の絶品ボディ!長身スレンダーEカップ（5月13日、オーロラプロジェクト・アネックス）
- 街角シロウトナンパ! vol.51 彼氏をお金で借りてみました。（5月24日、プレステージ）※オムニバス作品
- 今、失踪した愛しい婚約者のレイプ映像がDVDで送りつけられて来た…（5月25日、オーロラプロジェクト・アネックス）
- 専門学生限定!「童貞くんの射精のお手伝いをしてもらえませんか?」 勃起薬を飲んだ童貞くんのチ●ポは無限勃起で絶倫状態! 心優しい女の子が何度も発射させる童貞喪失筆おろし連続射精SEX16発しちゃいました。（5月25日、ナンパJAPAN）※オムニバス作品
- いくらでラブホ!? 素人美女はいくら払えば即ラブホOKなのか。 ナンパ検証してみた!! 06（6月7日、プレステージ）※オムニバス作品
- 愛する僕の彼女がヤリサーに中出しされる寝取られ動画をネットで見つけてしまった（6月19日、かぐや姫Pt/妄想族）
- シロウトTV×PRESTIGE PREMIUM 35（6月28日、プレステージ）※オムニバス作品
- ぶっかけ!OLスーツ倶楽部12～入社2年目みかさんの美尻スーツと姉かわワンピース～（7月7日、下半身タイガース/妄想族）
- 競泳水着インストラクター 食い込み痙攣イキ潮絶頂（7月12日、BAZOOKA）※オムニバス作品
- どこでもフェラさせられちゃう素人娘たち3 13人（7月19日、かぐや姫Pt/妄想族）
- 夏編!逆転マジックミラー号 「素人娘たちの大胆SEXを生で見たくないですか?」大人数に見られているとは知らずに激イキ姿を大胆に披露! パート3（7月25日、SODクリエイト）※オムニバス作品
- 街で目を引く美人なママチャリ奥さんを自宅追跡! 手を出したら嫌がりながらもビクビク感じて快楽に堕ちていく（7月25日、アキノリ）※オムニバス作品
- 中出し専用!僕だけのお漏らし!?失禁??ハメハメイド（8月9日、宇宙企画）
- アロハー!これはピンサロなのか!?ここは日本なのか!?南国風なリゾートピンサロが都内某所に存在しているという噂が!毎度お馴染みSCOOP班が大潜入!!いつものピンサロよりもアツい!!激アツの常夏ピンサロに超密着SP!（8月9日、SCOOP）※オムニバス作品
- 素人ナンパでセンズリ鑑賞3 見るだけでいいんです!だからちょっと僕のチ●ポ見てもらえませんか?（8月19日、かぐや姫Pt/妄想族）※オムニバス作品
- がちむち業者にキレられて…エビ反りするまでイカされて…（8月25日、AVS Collector's）
- 「本当は私が結婚したかった…」 結婚前夜 友情レズビアン ～最後の告白～（9月7日、ビビアン）共演:有村のぞみ
- リアル素人ガチナンパ! 貴方よりHな友達紹介してください! in京都（9月13日、赤面女子）※オムニバス作品
- 卒業から3年。夏休み、母校に忍びこんでセックスする大人たち（9月13日、ヒメゴト）※オムニバス作品
- 想像以上に大人になった幼馴染のエロ過ぎる体でフル勃起!2（9月19日、Hunter）※オムニバス作品
- 女子マネージャー 史上最悪の恥辱（9月19日、グローリークエスト）
- 120%リアルガチ軟派伝説 vol.76 都会ぶった地方都市の女はチョロい!驚異の中出し率120%!日本全国縦断美少女ナンパトリップ!in 宇都宮・大宮（9月20日、プレステージ）※オムニバス作品
- 心の底から嫌いな隣人に中出しレ×プされ続けた人妻（9月27日、人妻花園劇場）
- 就職活動女子大生生中出し面接 Vol.006（10月11日、S級素人）
- S級素人ナンパ! 優しくて可愛い薬剤師さんにインポ童貞くんのED治療薬の飲み方教えてもらいました! 薬の効果と可愛い薬剤師さんの相乗効果でビンビンに勃起した童貞くんのチ●ポも優しく何度も筆おろししてもらっちゃいましたSP（10月11日、S級素人）※オムニバス作品
- 出産適齢期を迎えた息子の嫁 息子と子作りした嫁は義父にも中出しされている（10月13日、AVS Collector's）
- 妹のニットワンピ&ニーハイから見える突き出し尻に我慢できず強引に挿入&何度も中出しした結果…!?（11月7日、Hunter）※オムニバス作品
- 彼女が3日間帰省で家を空けるというので、元カノと3日間ヤリまくったレズビアン記録（11月19日、レズれ!）共演:八乃つばさ
- ラグジュTV×PRESTIGE PREMIUM 30 オトナのエロさここに極まる!美女達の本当の姿を余すところなく全部見せます!!（11月29日、プレステージ）※オムニバス作品
- 逆転マジックミラー号 自慢のムチ尻で抜きまくれ!どスケベダンサー娘たちの トゥワーク 腰振り騎乗位童貞ザーメン大量抜き競争!（12月12日、SODクリエイト）
- 働くドMさん×PRESTIGE PREMIUM 3 勤務中もアフター5でも理不尽にSEXを迫られ露呈する、ワーキングレディのM気質（12月13日、プレステージ）※オムニバス作品
- 本物全裸素人 局部パーツ限界接写ファイル（12月27日、S級素人）

- 素人娘の全裸図鑑9 今時の女の子13名が恥らいながら脱衣していく様子をじっくり撮影した、変態紳士のためのヘアヌードコレクション（1月7日、かぐや姫Pt/妄想族）※オムニバス作品
- SOD女子社員 超豪華!! いきなり野球拳 20番勝負 初収録最新8本番 総集編 歴代人気12本番 8時間2枚組（1月9日、SODクリエイト）
- どスケベ女の舌品フェラチオ（1月16日、グローリークエスト）※オムニバス作品
- 第8回ノーパンスウェット染みたら負けよ電マ濡れ我慢対決（2月13日、はじめ企画）共演:美甘りか ※オムニバス作品
- ボク専用。美女メイドとハメハメ性活 8人・8時間スペシャル（3月27日、宇宙企画）※オムニバス作品
- SNSで知り合った女性限定【女子キャンプ】でレズビアンに目醒めた私。（4月7日、ビビアン）共演：佐藤りこ
- 同棲中の彼女が旅行で留守の3日間、美人過ぎるパートの奥さんとバイトの休憩中に時短セックスしまくった。（4月10日、Z-MEN）※オムニバス作品
- キャビンアテンダントのはじめて見る無防備なパンスト姿に大興奮! 憧れの美脚ラインがエロすぎて着陸許可なく熱いのいっぱいブッカケちゃった!! 3（4月10日、Z-MEN）※オムニバス作品
- SUPERパックリまんこアップ4時間SP vol.16（5月1日、サルトル映像出版）
- CA飛行機痴漢6 豪華版 中出しスペシャル（5月8日、ナチュラルハイ）※オムニバス作品
- 素人娘のおま●こ図鑑3 じっくりおっぴろげ女性器コレクション13人（6月19日、かぐや姫Pt/妄想族）
- 蒸し暑い布団の中でこっそり密着レズ性交（6月19日、レズれ!）※オムニバス作品
- 痴漢師に満員電車の中で下着姿にされ見られる羞恥で抵抗できない敏感女3（6月25日、ナチュラルハイ）※オムニバス作品
- 溺姦ぶっかけ女教師 ザーメンまみれでイキ狂い（7月19日、ドグマ）
- 魅惑の手淫 僕の学校の保健の先生は猥褻な治療をしてくれます。（8月13日、センタービレッジ）
- ヒロイン七変化 女宇宙特捜アミー（12月25日、GIGA）共演：森ほたる
- 三ツ星しろうと即ハメ面接2 話を聞きに来ただけなのに...あっという間に挿入されてました（12月7日、桃太郎映像出版）※オムニバス作品

### アダルトVR
- 【絶対領域美脚】 【Ecupおっぱい】 至近距離で同時に味わい尽くす超密着VR（3月15日、kawaii*）
- buz流プライベート撮影会! 黒崎みかちゃんと2人っきりの2枠90分独り占め!（6月27日、VR buz）
- ハンターVR 2周年記念 超甘えん坊義妹VR 3作品撮り下ろしSP（8月21日、Hunter）※オムニバス作品
- 艶めかしいポーズとエロ過ぎボディに欲情! 抑えきれず 「あっ、ちょっと、ダメ…」（9月14日、ブイワンVR）
- 【回春エステ】排卵日でムラムラ全開♡超クビレ美巨乳で誘惑! お店に内緒でOILテカテカ中出しSEX（9月23日、こあらVR）
- 【第二弾】目の前に広がる美アナル大図鑑 －シワまで丸見え恥じらいヒクヒク美尻アナルVR－（10月4日、こあらVR）※オムニバス作品
- 「気持ちイイからヤめない♡」外の通行人にバレるも気にせず狭い車内でイチャLO♡E中出しカーセックス!（10月15日、こあらVR）
- 出張先で同僚と相部屋に! 欲求不満のFcup美巨乳BODYに中出し夜這い性交（11月2日、こあらVR）
- S級激カワ色白現役女子大生と生ハメ みか（21）（12月2日、SODクリエイト）
- とある事件に巻き込まれた隣部屋の8頭身超くびれ女子大生が助けを求めボクの部屋に! その場で肉体関係をせがんでくる超ラッキーシチュエーション!（12月18日、KMPVR）
- 「パパとママがいない間、えちえち教えてくれませんか?」と言いよる優等生の童貞喰いに狙われ危険な生姦射精5発（12月20日、KMPVR-bibi-）

- 弟のチ○ポが大好きな【姉活】生活 みかさん（4月21日、unfinished）
- 着衣SEX ～男達はなぜ着衣セックスにこんなにも惹かれ興奮するのか～（5月10日、KMPVR）※オムニバス作品
- 湿った黒パンスト2 挑発オナニーJOI（5月13日、MAX-A）※オムニバス作品
- 新人媚薬捜査官・みかが潜入捜査に失敗!? 拘束されて性感拷問! 媚薬を塗られて快楽地獄!（5月13日、MAX-A）
- 神スタイル甘やかし美人姉 汚部屋で引きこもる弟にエッチなご褒美「何でもしてあげるからお外に行こうね」（11月25日、TEPPAN）

### イメージDVD
- Mika クールな彼女がデレるまで（2019年3月7日、REbecca）

### デジタル写真集
- Mika クールな彼女がデレるまで（2020年3月27日、REbecca）

## 出演

### インターネット
- カプセルエージェンシー公式YouTubeチャンネル「カプセルチャンネル」（2020年4月20日・7月10日、2021年2月19日、YouTube）[7][8][9]

### 雑誌
- 週刊実話 2019年3月21日号（日本ジャーナル出版） - グラビア「初出し美乳」
- 週刊大衆 2019年6月3日号（双葉社） - 袋とじ「日本女性7033人 初SEXの真実!」
- 週刊アサヒ芸能 2019年6月13日号（徳間書店） - グラビア「ふくらみが美しEィ〜」

### CM
- 適正AV PR動画
  - みあ先生と特別授業篇（2022年3月31日、AVAN）
  - 七沢みあちゃんに直撃篇（2022年4月7日、AVAN）
  - みあ警官のパトロール編（2022年4月14日、AVAN）